# Ignazio Giunti
Ignazio Giunti (Roma, 30 de agosto de 1941-Buenos Aires, 10 de enero de 1971) fue un piloto de automovilismo italiano. Compitió principalmente en coches sport prototipo, aunque también corrió en Fórmula 1. Falleció a los 29 años en un accidente automovilístico.

## Carrera

### Fórmula 1

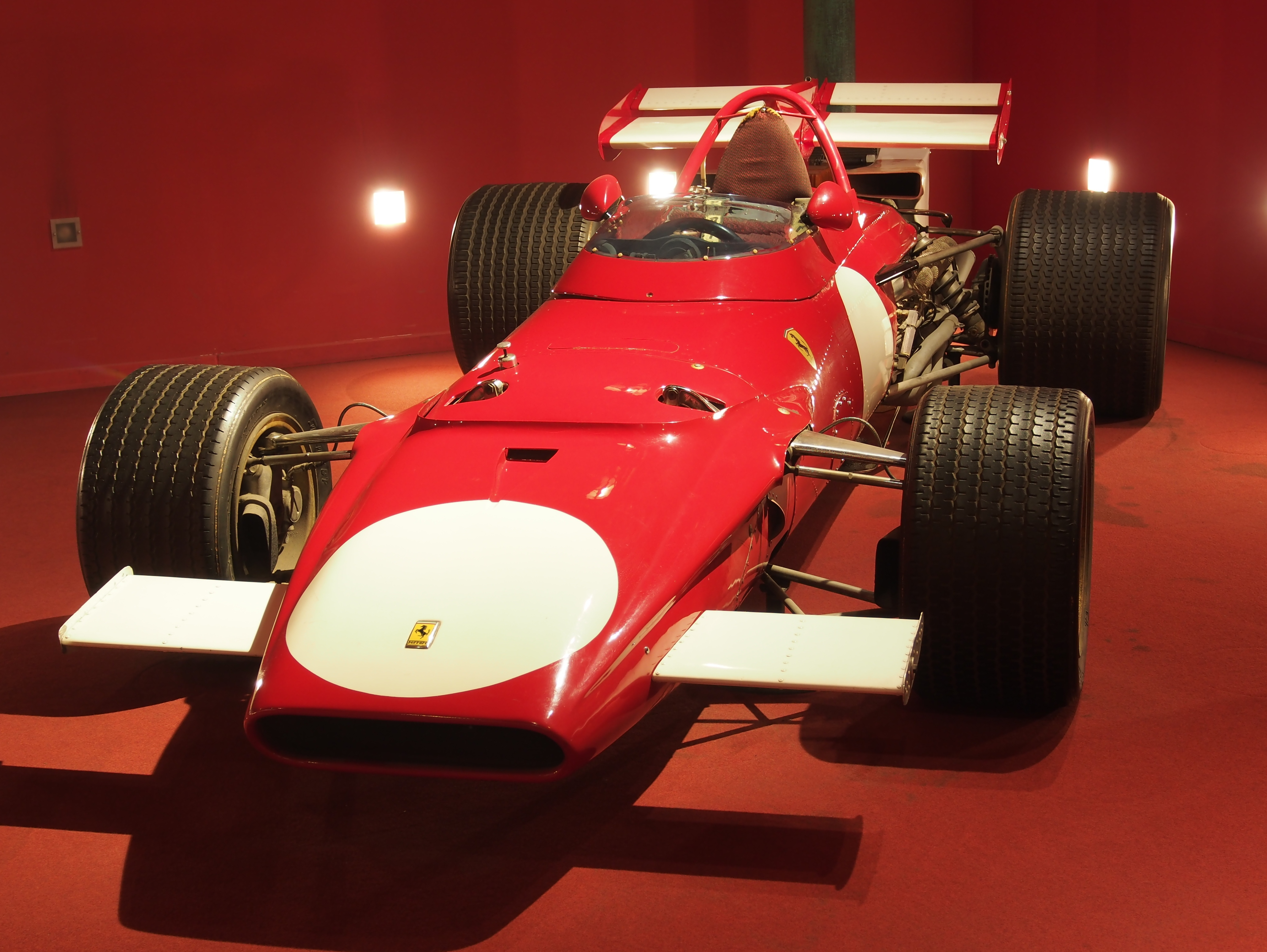
Ferrari 312B, como el que utilizó en Fórmula 1.

Disputó cuatro Grandes Premios de Fórmula 1, todos ellos en la temporada 1970 con Scuderia Ferrari. Su mejor resultado tuvo lugar en el Circuit de Spa-Francorchamps, Bélgica, donde finalizó 4°.

### Muerte
Giunti murió en el año 1971, cuando disputaba los 1000 km de Buenos Aires; su prototipo Ferrari 312PB chocó la parte trasera del Matra 660 de Jean-Pierre Beltoise, que estaba siendo empujado a lo largo de la pista debido a que no tenía combustible. El Ferrari se incendió y Giunti no pudo ser rescatado.

## Resultados

### Fórmula 1
(Clave) (negrita indica pole position) (cursiva indica vuelta rápida)

| Año         | Escudería        | 1   | 2   | 3       | 4     | 5   | 6      | 7   | 8   | 9     | 10      | 11  | 12      | 13  | Pos. | Puntos |
| ----------- | ---------------- | --- | --- | ------- | ----- | --- | ------ | --- | --- | ----- | ------- | --- | ------- | --- | ---- | ------ |
| 1970        | Scuderia Ferrari | RSA | ESP | MON DNP | BEL 4 | NED | FRA 14 | GBR | GER | AUT 7 | ITA Ret | CAN | USA DNP | MEX | 17.º | 3      |
| Referencia: |                  |     |     |         |       |     |        |     |     |       |         |     |         |     |      |        |